# Warenberg
De Warenberg was een kasteel in het Nederlandse dorp Haelen, provincie Limburg. De voorburcht is behouden gebleven en is een rijksmonument.

## Geschiedenis
De Warenberg was oorspronkelijk een leengoed van Horn. De eerst bekende eigenaar was de in 1288 geridderde Jacob van Ghoor de Warremberg, verwant aan het geslacht Van Horn. Door huwelijk kwam Warenberg in 1420 bij de familie Van Erp genaamd Warenberg terecht.
Willem van Erp verkocht in 1576 het kasteel aan zijn tante Elisabeth van Erp, de weduwe van Rutger van Pollart. De familie Van Erp verpachtte het kasteel in 1633 aan Cornelis van Randeraedt, scholtis van het graafschap Horn.
In 1635 raakte het landgoed bij een erfenis verdeeld. Hans Melchior von Ellerborn, zoon van Jan van Erp, kreeg een helft toebedeeld, terwijl de andere helft naar het aangetrouwde familielid Jan Willem Bock tot Pattern overging. In 1656 kwamen beide helften weer bij elkaar toen Werner, zoon van Jan Willem, zijn deel overdroeg aan Hans Melchior.
Na het overlijden van Hans Melchior in 1698 ging Warenberg als erfenis naar Hans Adam baron van Bock. Zijn familie wist Warenberg tot begin 19e eeuw in bezit te houden. Hierna kwam Warenberg aan de familie Van Keverberg, die tevens eigenaar was van kasteel Aldenghoor. De laatste erfgenaam, baron De Weichs, verkocht het goed in 1905.
Anno 2023 is de hoeve op de voorburcht in gebruik als zorginstelling.

## Beschrijving
Warenberg bestond uit een hoofd- en voorburcht. De omgrachte hoofdburcht had een afmeting van 60 bij 50 meter en werd gevormd door het rechthoekige hoofdgebouw en lagere dienstgebouwen. In het hoofdgebouw bevond zich een kapel. Ten noorden van de hoofdburcht lag een omgrachte tuin, die via een brug over de gracht bereikbaar was vanuit de hoofdburcht. Medio 19e eeuw is het kasteel afgebroken.
De voorburcht meet 80 bij 54 meter en is gelegen ten zuiden van de hoofdburcht. De huidige bebouwing betreft een hoeve uit begin 19e eeuw. Dit bakstenen, u-vormige gebouw heeft in de zuidgevel een toegangspoort. Oorspronkelijk was de voorburcht ook omgracht en lag er aan de noordzijde een toegangsbrug naar de hoofdburcht.
Het kasteel Warenberg is vermoedelijk in de bedding van de Haelense Beek gebouwd. De beek is in de loop der tijd onderdeel geworden van het grachtenstelsel rondom het kasteel. Nadat de grachten in de 19e eeuw waren gedempt, herkreeg de Haelense Beek weer zijn oorspronkelijke loop.
Aerwinkel · Kasteel Afferden · Aldt Huys · Aldenborgh · Kasteel Aldenghoor · Aldenhoven · Alte Burg · Kasteel Amstenrade · Slot Annendael · Kasteel Arcen · Baersdonck · Bakvliet · Baronsberg · Baxhof · Beegden ·  Benzenrade · Kasteel De Berckt · Kasteel Bethlehem · Beusdaelshof · Binsfeld · Huis Blankenberg · Kasteel Bleijenbeek · Blitterswijck · Boerlo · Bolberg · Bollenberg · Kasteel De Bongard · Borggraaf · Kasteel d'Erp · Kasteel Borggraaf · Kasteel Borgharen · Kasteel Born · Huis Bree · Breust · Kasteel Broekhuizen · Broekhuizen · Gracht Burggraaf · Kasteel De Burght · Kasteel Cartils · Cloppenburg (Oost-Maarland) · Kasteel Cortenbach · Huis De Dael · Dammerscheid · Kasteel De Bockenhof · De Donck (Sevenum) · De Donck (Swolgen) · De Dorth ·  Huis ten Dijcken · Kasteel Doenrade · De Doom · Douve · Douvenrade · De Dries · Kasteel Erenstein · Kasteel Eijsden · Eijsden · Einrade · Kasteel Elsloo · Ensenbroek · Eperhuis · Etzenraderhuuske · Exaten · Kasteel Eijckholt · Kasteel Eyckholt · Eys · Gastendonck · Kasteel Genbroek · Gebroken Slot · Kasteel Geijsteren · Kasteel Op Genhoes · Kasteel Genhoes · Genneperhuis · Kasteel Het Geudje · Kasteel Geulle · Kasteel Geusselt · Geijsteren · Gen Heck · Ghoor · Kasteel Goedenraad · Kasteel Grasbroek · Kasteel Groenendaal · Groethof · Groot Paarlo · Kasteel van Gronsveld · De Gun ·Kasteel Haeren · Kasteel Den Halder · Heerlaer · Heeze · Heijen · 's-Herenanstel · Kasteel Hillenraad · Kasteel Hoensbroek · Hoenshuis · Holstrate · Holtmühle · Huize Holtum · Kasteel Horn · De Horst · Huys ter Horst · Ten Hove (Grathem) · Ten Hove (Panningen) · Huis Brias · Huis Darth ·  Kasteel Hurpesch · Kasteel Sint-Jansgeleen · Kasteel Jerusalem · Kasteel Kaldenbroek · Den Kamp · Kasteel Karsveld · Kasteel Keverberg · Klein Paarlo · Klimmender Huuske · De Kolck · Koppelberg · Laar · Landsfort · Kasteel Lemiers · Kasteelruïne Lichtenberg · Kasteel Limbricht · Lonesteyn · Huize Lovendael · Mazenburg · Kasteel van Meerlo · Kasteel Meerssenhoven · Meezenbroek · Kasteel van Mheer · Middelaar · Kasteel Millen · Kasteel Montfort · Movert · Mulrode · De Munt · Château Neercanne · Kasteel Neubourg · Nienghoor · Huis Nierhoven · Kasteel Nieuwenbroeck · Nije Huys · Kasteel Nijenborgh · Kasteel Nijswiller · Nijthuysen · Kasteel Obbicht · Oedenrade · Kasteel Ooijen · Kasteel Oost (Valkenburg) · Kasteel Oost (Oost-Maarland) · Kasteel Ouborg · Overen · Kasteel Passarts-Nieuwenhagen · Prickenis · Prinsenhof · Puth · De Putting · Raath · De Raay · Ravenhof · Kasteel Reijmersbeek · Kasteel van Rijckholt · Kasteel Rivieren · Rodenbroek · Rosendaal · Kasteel Schaesberg · Kasteel Schaloen · Te Scharen · Schenkenburg · Kasteel Scheres · De Spijker (Geijsteren) · De Spijker (Leeuwen) · Huis Severen · Sibberhuuske · Château St. Gerlach · Spraland · Huis De Spyker · Huize Stalberg · Stalberg (Wellerlooi) · De Steeg · Kasteel Stein · Steinhagen · Steenen Huis · Stoel van Swentibold · Strijthagen (Landgraaf) · Strijthagen (Welten) · Struyver · Kasteel Terborgh · Terlinden (Wijnandsrade) · Terveurdt · Ter Weyer · Kasteel Ter Worm · De Tombe · Huis De Torentjes · Triest · Trippaert · Kasteel Vaalsbroek · Kasteel Vaeshartelt · Valkenburg · Vliek · De Vroenhof · Vrijburg · Kasteel Wambach · Warenberg · Well · Weyershof ·  Wijlre · Kasteel Wijnandsrade · Wijnandsrade · Wijnantshof · Wissegracht · Huize Witham · Kasteel Wittem · Wolfrath · Wylre